# Aldona Orłowska
Aldona Orłowska (ur. 15 stycznia 1948 w Łodzi) – polska piosenkarka i malarka.

## Życiorys
Urodziła się 15 stycznia 1948 jako córka polskiej śpiewaczki Niny Krawczyk i ojca pochodzenia brazylijskiego. Dzieciństwo spędziła w rodzinnej Łodzi. Ukończyła studia z zakresu biologii na Wydziale Biologii i Nauk o Ziemi Uniwersytetu Łódzkiego, po których kontynuowała naukę i otworzyła przewód doktorski. W trakcie studiów trenowała pływanie, była członkiem kadry młodzików i zdobyła mistrzostwo Polski w pływaniu stylem motylkowym na dystansie 200 metrów. 
Jej talent muzyczny odkrył Edward Kamiński, który zorganizował jej możliwość pobierania lekcji śpiewu klasycznego u Olgi Olginy.
Znana ze swojej szerokiej skali głosu, wyliczonej na trzy i pół oktawy. Porównywana do Ymy Súmac. Swoje koncerty najczęściej organizuje w postaci imprez w klubach muzycznych dużych miast, podczas których wychodzi kilkukrotnie na scenę. Z uwagi na łączenie muzyki z kiczem (w tekstach, kostiumach, linii melodycznej bądź teledyskach realizowanych amatorskim sprzętem), niektórzy nazywają ją najgorszą polską piosenkarką, inni zaś „następczynią Violetty Villas”. 
Pracowała między innymi w Teatrze Muzycznym w Łodzi (kontynuując tym samym na deskach teatru karierę muzyczną zapoczątkowaną przez swoją matkę), a także w Teatrze Wielkim w Łodzi. Od lat 90. przeprowadziła się na stałe do Szwecji, gdzie z mężem Eugeniuszem Polokiem (ur. 15 marca 1947) założyła zespół muzyczny. Śpiewała na statkach, występowała w telewizyjnym show emitowanym na obszarze Skandynawii.
W 2002 nakładem wytwórni płytowej Polskie Nagrania „Muza” wydała swój debiutancki album studyjny Ta róża zgubiona. W 2003 tytułowy utwór „Ta róża zgubiona” został wydany na płycie 40 lat z Polskim Radiem i piosenką z tekstami autorstwa Marka Gaszyńskiego. Wykonywała także utwory w duecie z Bohdanem Gadomskim.
Zdobyła fanów dzięki kanałowi 99999music w serwisie YouTube, na którym zamieszczane są teledyski do jej utworów. Jedną z jej najpopularniejszych kompozycji jest utwór „Zakupy”. 29 września 2017 nakładem wydawnictwa muzycznego Dunno Recordings wydała w formacie płyty gramofonowej singel zawierający utwory „Idę” oraz „To nieważne” (na singlu znajduje się zarówno podstawowa wersja utworu, jak i wydana pod postacią Ibiza Remix), za którego produkcję oraz aranżację odpowiadał Eugeniusz Polok, a za mastering Rupert Clervaux. 26 października 2018 wydała wspólnie z Eugeniuszem Polokiem dystrybuowany przez Rubadub i zmasterowany przez Kwazar Studio singel zawierający wykonywany przez Poloka utwór „Nature Boy” oraz nagrany przez wokalistkę utwór „Nie wiem”, wydany także w wersji Lento Reggaeton Mix. Z inicjatywy Piotra Kędzierskiego nagrała cover utworu „Candy” Quebonafide i Klaudii Szafrańskiej z Xxanaxx. 
W 2021 ogłoszono, iż wokalistka pracuje nad kolejnym albumem studyjnym z nowymi wersjami utworów Władysława Szpilmana.
Prócz kariery muzycznej rozwija umiejętności malarskie, stworzyła kolekcję kilkudziesięciu obrazów.

## Dyskografia
- Ta róża zgubiona (2002)